# Waikanae
Waikanae – miasto w Nowej Zelandii, na Wyspie Północnej, w regionie Wellington.